# Майори (коммуна)
Майори (итал. Maiori) — коммуна в Италии, располагается в регионе Кампания, в провинции Салерно.
Население составляет 5685 человек (на 2004 год), плотность населения составляет 359 чел./км². Занимает площадь 16 км². Почтовый индекс — 84010. Телефонный код — 089.
Покровителем коммуны почитается Пресвятая Богородица (Santa Maria a Mare). Праздник ежегодно празднуется 15 августа.